# Често (Новара)
Често је насеље у Италији у округу Новара, региону Пијемонт.
Према процени из 2011. у насељу је живело 95 становника. Насеље се налази на надморској висини од 175 м.